# Opactwo Matki Bożej w Fontgombault

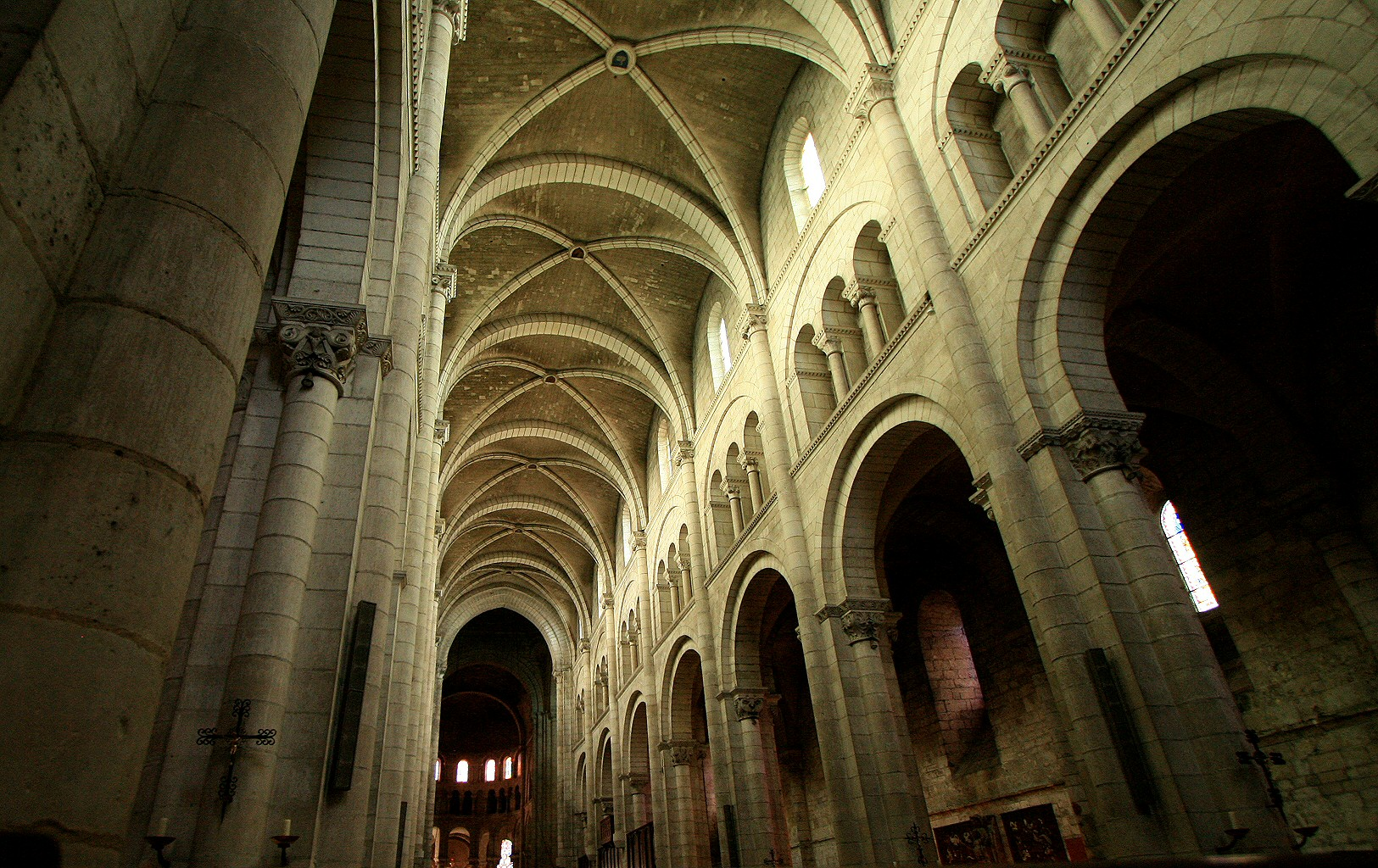
Wnętrze kościoła opackiego

Opactwo Matki Bożej w Fontgombault – męski klasztor benedyktyński w Fontgombault, we Francji, ufundowany w 1091 roku, zamknięty w 1741 roku, a następnie reaktywowany w 1948 roku. Należy do Kongregacji Solesmeńskiej.

## Historia
Opactwo zostało ufundowane w 1091 roku przez Pierre’a de l’Étoile. W kolejnych stuleciach dokonało wielu nowych fundacji.
W 1569 klasztor został splądrowany i zniszczony przez hugenotów. Prace nad odbudową trwały aż do schyłku XVII wieku.
W 1741, z powodu małej liczby powołań mnisi opuścili klasztor, który został przekazany lazarystom. Podczas Rewolucji Francuskiej opactwo zostało znacjonalizowane i sprzedane. W 1849 w klasztorze zamieszkali trapiści, którzy prowadzili tam życie wspólnotowe, aż do wygnania ich zakonu z Francji w 1905 roku, po wprowadzeniu ustawy sankcjonującej rozdział Kościoła od państwa. Opactwo ponownie zostało zsekularyzowane. Mieściły się tam m.in. fabryka guzików i szpital wojskowy podczas I wojny światowej. W latach 1919–1948 w zabudowaniach klasztornych działało seminarium diecezjalne, zamknięte z powodu braku alumnów.

## Reaktywacja
W 1948 roku klasztor reaktywowała grupa 22 benedyktynów, która przybyła z Solesmes. Opactwo rozwijało się bardzo szybko, co pozwoliło na dokonanie nowych fundacji lub reaktywację zamkniętych klasztorów we Francji: w Randol (1971), w Triors (1984), w Gaussan (1994), jak i Clear Creek w USA (1999).
14 listopada 1974 r. Konferencja Episkopatu Francji ograniczyła możliwość celebrowania we wspólnocie mszy w rycie klasycznym. Klasztor przyjął księgi liturgiczne zreformowane po Soborze Watykańskim II, jednak po wydaniu motu proprio Ecclesia Dei w 1989 roku, powrócił do liturgii przedsoborowej, używając mszału z pewnymi modyfikacjami, zatwierdzonymi w 1965 r.
W 2001 roku kardynał Joseph Ratzinger zorganizował w klasztorze zamknięte Dni Liturgiczne, poświęcone stanowi liturgii w Kościele.
W 2013 roku mnisi przejęli podupadający klasztor św. Pawła w Wisques, który usamodzielnił się w 2016 roku.

## Opaci klasztoru po reaktywacji
- Dom Édouard Roux (1953–1962)
- Dom Jean Roy (1962–1977)
- Dom Antoine Forgeot (1977–2011)
- Dom Jean Pateau (od 2011)